# José Sarria
José Julio Sarria (12 de diciembre de 1922 o 1923 - 19 de agosto de 2013) fue un activista político de San Francisco (California), que en 1961 se convirtió en el primer hombre abiertamente gay que se presentó candidato a un cargo público en los Estados Unidos. También es recordado por haber sido drag queen en el Black Cat Bar y como fundador del Sistema de la Corte Imperial.
Era hijo de Julio Sarria y María Dolores Maldonado. Sus padres no se casaron y el padre no mostró ningún interés en la vida del hijo. María inicialmente crio sola a su hijo, pero cuando aumentaron las dificultades, tuvo que dejarlo con otra pareja. Tanto la madre como esta nueva pareja no se opusieron a su interés por vestirse con ropa de niña. Sarria mostraba interés por las lenguas, lo que llevó a su primer romance serio con un hombre: Sarria enseñaba a Paul Kolish, un barón austríaco que había huido de los nazis. Sarria y Kolish se enamoraron y su relación duró hasta que Kolish y su hijo murieron en un accidente de automóvil en 1947.
Sirvió en el ejército de los Estados Unidos durante la II Guerra Mundial. Después de ser licenciado, estudió para convertirse en profesor y frecuentó el bar Black Cat. Allí conoció a Jimmy Moore, a quien describió como «el amor de su vida». Fue contratado como camarero de cocteles. Después de una condena por cuestiones morales, se dio cuenta de ya no podría convertirse en profesor, comenzando a actuar de travestido de forma habitual en el Black Cat. Fue uno de los primeros activistas LGBT, siendo cofundador de varias organizaciones homófilas, incluyendo la League for Civil Education, la Tavern Guild y la Society for Individual Rights. Se convirtió en el primer candidato abiertamente gay a presentarse a un cargo público en los Estados Unidos cuando se presentó para el San Francisco Board of Supervisors en 1961. En 1964 se declaró «Emperatriz José I, viuda de Norton» y fundó el Sistema de la Corte Imperial, que creció para convertirse en una asociación internacional de organizaciones de beneficencia.
Tras el cierre del Black Cat en 1964, trabajó con el restaurador Pierre Parker. Ambos gestionaban restaurantes franceses en exposiciones universales. Durante la Feria Mundial de Nueva York de 1964, le llegó la noticia de que Jimmy Moore se había suicidado. Trabajó en varias exposiciones más, antes de retirarse en 1974. Tras vivir con Parker en Phoenix (Arizona) durante varios años, volvió a San Francisco. Continuó reinando sobre las Cortes durante 43 años, antes de abdicar en 2007. En homenaje a su activismo, la ciudad de San Francisco renombró una sección de la calle 16 en su honor.

## Familia
Nació en San Francisco (California), hijo de María Dolores Maldonado y Julio Sarria. Su familia era de origen español y colombiano. Su madre había nacido en Bogotá en una familia de clase alta y activa en política. Durante la Guerra de los Mil Días y después de la muerte de su madre, María buscó la protección de un amigo de su madre, el general Rafael Uribe Uribe, para escapar de Colombia. El general encontró a un tío de María que había sobrevivido, que la llevó al consulado de Estados Unidos. Allí quedó bajo tutela de los Estados Unidos y fue trasladada a Panamá. «Mi madre llegó Panamá con las instrucciones de ir a la casa de una familia llamada Kopp. Él era el director de la gran cervecería alemana allí», en palabras de Sarria. «[Mi madre] comenzó a trabajar para los Kopp [...] estaba en el piso de arriba y cuidaba de los niños.» En 1919 se trasladó a la Ciudad de Guatemala, pero solo permaneció seis meses, y en 1920 fue en barco hasta San Francisco. Tal como lo contaba Sarria, «Allí en el barco es donde mi madre conoció a mi padre, Julio Sarria. Él procedía de una gran y potentada familia, muy conocida. [...] Sus abuelos venían de España.»
María inicialmente trabajó para la mujer que le había pagado el pasaje a los Estados Unidos y más tarde tomó un trabajo como asistenta con la familia Jost. Julio era maître en el Palace Hotel. Julio cortejó a María hasta que se dio cuenta de que estaba embarazada. El hijo, José, nació el 12 de diciembre. En su certificado de nacimiento pone 1923, pero Sarria estaba convencido de haber nacido en 1922. Julio y María nunca se casaron.

## Juventud
Su madre continuó trabajando para la familia Jost, pero cada vez le resultaba más difícil trabajar y cuidar a un niño. María se encargó de dejar el niño con otra pareja, Jesserina y Charles Millen. Jesserina había perdido recientemente a su hijo menor por difteria y sufría una depresión severa. Su médico le había sugerido que adoptase otro niño para criarlo y, después de una entrevista, María estuvo de acuerdo en dejar que criara a José. José llegó a considerar a los Millen y sus hijos como su segunda familia. María compró una casa y los Millen y José fueron a vivir en ella.
Sarria no tuvo relación con su padre biológico, un hombre que no mostró ningún interés y que jamás dio ayuda financiera a su familia. Julio Sarria finalmente fue detenido por no pagar la pensión alimenticia del hijo. Un juez le ordenó que pagase 5$ para ser liberado; este dinero era entregado para el cuidado de José. Fue arrestado una vez al mes hasta que volvió a Nicaragua hacia 1926 o 1927; cada mes pagaba 5$ y era liberado después. Murió en Nicaragua en 1945. Años después, José se enteró de que su padre le había reconocido como su primogénito.
Sarria fue al jardín de infancia en la Emerson School y luego, porque solamente hablaba español, fue enviado a escuelas privadas hasta que aprendió inglés. Comenzó a vestir ropa de mujer de muy joven y su familia no se lo impedía, permitiéndole ocasionalmente salir a pasear vestido de niña. En su juventud estudió ballet, claqué y canto.
Cuando cumplió los 10 años, preguntó a su madre cuánto dinero tenía en el banco. María, que daba su dinero a su jefe el Sr. Jost, para que lo invirtiese, pidió ver sus cuentas. Descubrió que Jost había estado robándole dinero, a ella y a las demás mujeres a las que había recomendado invertir con Jost. Jost fue arrestado, condenado y deportado. María denunció a los socios de Jost y recibió una compensación, pero nunca recuperó la mayoría del dinero. Incapaz de pagar la casa, María trasladó a José y la familia Millen a Redwood City en 1932.
De adolescente, se inscribió en la Commerce High School, donde estudió francés y alemán. Junto con sus conocimientos de español e inglés, elevó el número de sus lenguas a cuatro. Su facilidad para aprender idiomas le llevó a su primera relación seria con un hombre. Daba clases a Paul Kolish, un barón austriaco que había huido a Suiza tras la anexión de Austria por los nazis. Trajo consigo a su esposa y su hijo Jonathan. Ambos sufrían de asma y tuberculosis. Cuando su mujer murió, trajo a Jonathan a América. Kolish se enamoró de su profesor y la familia de Sarria lo recibieron a él y a su hijo con los brazos abiertos. Sarria finalizó sus estudios secundarios y fue a la universidad para estudiar Economía doméstica.

## Servicio militar

Insignia del Cuerpo de Señales del Ejército de los Estados Unidos, al que fue asignado Sarria.

Tras el ataque a Pearl Harbor, se empeñó en alistarse, a pesar de no tener la altura necesaria para unirse al ejército, al estar justo por debajo de los 5 pies (1,52 m). Sedujo a un mayor que estaba destinado en la oficina de reclutamiento de San Francisco, con la condición de que aprobara su alistamiento. Consiguió que aprobaran su solicitud y entró en la reserva, continuando sus estudios mientras esperaba a que lo llamasen a filas. Poco antes de su planeado ingreso en el ejército de tierra, su querido segundo padre, Charles Millen, murió de un ataque al corazón. El ingreso fue retrasado un mes, para después tomar su juramento y ser enviado a Sacramento para su instrucción básica con el Cuerpo de Señales del Ejército de los Estados Unidos.
Gracias a su conocimiento de varios idiomas fue asignado a la Escuela de Inteligencia. Sin embargo, tras una revisión rutinaria de su security clearance («autorización de seguridad»), se le comunicó que ya no estaría en el programa. Asumió que era porque los responsables de seguridad habían descubierto su homosexualidad. «Quiero decir, no ceceaba, pero no era el hombre más masculino del pueblo... Así que creo que descubrieron que era un poquito gay.» Permaneció oficialmente en el Cuerpo de Señales, pero fue enviado a la Escuela de Cocineros y estudió para cocinero. Tras graduarse de la escuela de cocina, fue enviado a un entrenamiento como explorador, pero suspendió a propósito, debido a la peligrosidad del trabajo. En consecuencia, fue asignado al centro de vehículos motorizados.
A través de su trabajo en el centro de vehículos motorizados, conoció a un joven oficial llamado mayor Mataxis. Se convirtió en el ordenanza del mayor, finalmente llegando a dirigir un comedor de oficiales en la Alemania ocupada, donde cocinaba para Mataxis y otros diez oficiales. Se licenció del ejército en 1945, con el rango de sargento primero.
Tras la vuelta de la Guerra, Kolish comenzó a preocuparse de su futuro. En los Estados Unidos no existía un reconocimiento legal de las relaciones del mismo sexo y Kolish buscaba una forma de dotar de dinero a Sarria tras su muerte. Propuso el matrimonio a María, y esta incluso estaba dispuesta a hacerlo, pero José se negó a permitirlo. Dado que no le quedaba otro remedio, contactó al único pariente adulto vivo, un hermano que vivía en Hollywood, y le dejó instrucciones para que cuidase de Sarria y su familia.
El día de Navidad de 1974, un conductor borracho colisionó contra el coche de Kolish, cuando este y su hijo iban a pasar las vacaciones con Sarria y su familia. Ambos murieron en el lugar. El forense determinó que Jonathan había muerto antes, lo que significaba que el hermano de Kolish heredaba todo. El hermano ignoró el deseo expreso de Kolish en referencia a Sarria. «Hubiese recibido una de las casas», afirmó Sarria, «pero solo me dio algo de dinero y un anillo. Afirmó que era todo lo que Paul quería que recibiese. Era tan malvado. Más tarde dijo, "Si esperas algo más, no vas a conseguirlo."»

## El ruiseñor de la calle Montgomery
Tras haber acabado su servicio militar volvió a San Francisco. Se matriculó en la universidad con el objetivo de convertirse en profesor. Tanto él como su hermana Teresa comenzaron a frecuentar el Black Cat Bar, uno de los centros del movimiento Beat y del ambiente bohemio de la ciudad. Sarria y Teresa se enamoraron ambos de un camarero llamado Jimmy Moore y apostaron para ver cuál de ellos conseguiría llevarlo antes a la cama. José ganó la apuesta y Moore se convirtió en su amante. Sarria comenzó a sustituir a Moore cuando este no podía trabajar, y poco después el dueño del Black Cat, Sol Stoumen, lo contrató como camarero de cocteles.
Más o menos durante esta época fue detenido por prostitución en una operación encubierta en el St. Francis Hotel. Mantuvo su inocencia, afirmando que el policía que lo detuvo lo conocía personalmente. «Pero tenían que dar ejemplo condenando a alguien... yo estaba en el lugar equivocado en el momento equivocado.» A pesar de todo, fue condenado y multado por una gran suma. Comprendiendo que la condena implicaba que no podría certificarse como profesor, abandonó sus estudios. Inseguro de cómo encontrar trabajo, siguió el consejo de un transformista llamado Michelle y se apuntó en un concurso de travestismo en un bar de Oakland llamado Pearl's. Sarria consiguió el segundo puesto, ganando un contrato para actuar durante dos semanas en el bar, cobrando 50$ por semana. «En ese momento decidí convertirme en el imitador u homosexual, o lo que quieras llamarlo, más famoso — y me iban a pagar por ello.» De vuelta a San Francisco buscó algunos pequeños trabajos mientras seguía de camarero en el Black Cat.
Una noche en el Black Cat reconoció la melodía de la Carmen de Bizet que estaba tocando el pianista, y comenzó a cantar el aria mientras servía las copas. En consecuencia comenzó a actuar de tres a cuatro veces por semana, además de una actuación regular los domingos por la tarde. Fue llamado «el ruiseñor de la calle Montgomery». Al principio cantaba sobre todo parodias de canciones románticas desgraciadas, pero pronto comenzó a cantar parodias de óperas en su voz natural de tenor alto. Su especialidad era una versión de Carmen trasladada al San Francisco contemporáneo. Sarria, haciendo de Carmen, merodeaba por el área de la Plaza Unión de San Francisco, conocida por el cruising. La audiencia vitoreaba a «Carmen» mientras esquivaba la brigada antivicio y escapaba.
Animaba a los clientes a ser tan abiertos y honestos como fuera posible. «La gente vivía una doble vida y yo no lo entendía. Era persecución. ¿Por qué estar avergonzado de quien eres?» Exhortaba a los parroquianos: «No hay nada malo en ser gay — el crimen es que te pillen» y «Juntos sobreviviremos, divididos nos atrapan uno a uno.» Antes del cierre solía animar a los clientes a tomarse de las manos y cantar «Dios nos salve a las reinas mariquitas» (God Save Us Nelly Queens). A veces, llevaba a la multitud afuera, a cantar el último verso a los hombres que se encontraban en la cárcel de en frente, que habían sido arrestados en las redadas de esa noche. Hablando de este ritual en el documental Word is Out, el periodista gay George Mendenhall comentó: 

It sounds silly, but if you lived at that time and had the oppression coming down from the police department and from society, there was nowhere to turn [...] and to be able to put your arms around other gay men and to be able to stand up and sing 'God Save Us Nelly Queens' [...] we were really not saying 'God Save Us Nelly Queens.' We were saying 'We have our rights, too.' 
Suena tonto, pero si vivías en esa época y sufrías la opresión del departamento de policía y de la sociedad, no había a donde ir [...] y poder poner tus brazos en torno a otro hombre gay y poder resistir y cantar "Dios nos salve a las reinas mariquitas" [...] realmente no estábamos diciendo "Dios nos salve a las reinas mariquitas". Estábamos diciendo "También tenemos nuestros derechos".

Luchó contra el acoso de la policía, tanto de los gais como de los bares gais. Las redadas eran una rutina, con la detención de todos los que se encontrasen dentro y la acusación de crímenes como «ocupantes de una casa donde se altera el orden público» (inmates in a disorderly house). Aunque las acusaciones eran descartadas de forma habitual, los nombres, direcciones y lugares de trabajo de los clientes detenidos aparecían en los periódicos. Cuando no se retiraban los cargos, los hombres arrestados solían declararse culpables. Animaba a los hombres a declararse no culpables y solicitar un juicio con jurado. Siguiendo su consejo, más y más hombres gais comenzaron a solicitar juicios con jurado, tantos que las lista de causas se sobrecargaron y los jueces comenzaron a pedir a los fiscales que tuviesen algún tipo de evidencia real contra los acusados antes de ir a juicio. Una de las técnicas de acoso preferidas, empleada sobre todo después de la medianoche durante Halloween, era arrestar a los travestidos basándose en una vieja ordenanza municipal que hacía ilegal vestirse de mujer con la «intención de engañar». Después de consultar con el abogado Melvin Belli, Sarria contrarrestó esta táctica distribuyendo etiquetas a sus compañeros drag queens (hechas a mano, con la forma de una cabeza de gato negra) en las que ponía «soy un chico». Cuando se les preguntaba, los travestidos simplemente mostraban la etiqueta para probar que no tenían intención de engañar. Sus acciones ayudaron a acabar con las redadas policiales de Halloween. Junto con Guy Strait formó la League for Civil Education (LCE) en 1960 o 1961. El LCE generaba programas educativos sobre la homosexualidad y daba apoyo a los hombres que eran condenados al ostracismo por ser gais y a aquellos arrestados por la policía.

## Candidatura política
Durante un intenso periodo de presión policial tras las elecciones municipales de San Francisco en 1959, en las que la supuesta laxitud de la ciudad frente a los homosexuales se convirtió en tema electoral, se presentó a concejal (Board of Supervisors) en 1961, convirtiéndose en el primer gay cuya homosexualidad era públicamente conocida en presentar una candidatura a un cargo público en Estados Unidos. Aunque nunca esperó ganar casi ganó por defecto. El último día para presentar las candidaturas, los funcionarios públicos se dieron cuenta de que había menos de cinco candidatos para los cinco puestos en liza, lo que habría garantizado la elección de Sarria. Al final del día se habían presentado un total de 34 candidatos. El cofundador de LCE, Strait, comenzó a publicar la revista LCE News en parte para apoyar la candidatura de Sarria. Sarria consiguió unos 6000 votos en la ciudad, acabando en novena posición. No fue suficiente para conseguir el puesto, pero sí para provocar una conmoción entre los expertos en opinión política y dejar claro que el bloque de votantes gais tenía un poder real en la política municipal. «Puso el voto gay en el mapa», como ha dicho Terence Kissack, antiguo director de la GLBT Historical Society. «Lo visibilizó y mostró que había un electorado.» Tal como lo expresó Sarria, «desde ese día, nadie se presentaba a nada en San Francisco sin llamar a la puerta de la comunidad gay».
En 1962, Sarria, junto con los dueños y trabajadores de bares, formaron la Tavern Guild, la primera asociación de negocios gais de EE. UU. La Tavern Guild reunió dinero para pagar las multas, fianzas y abogados de la gente detenida en bares gais, y ayudaba a los dueños de estos bares a coordinar sus respuestas al acoso del departamento de control de bebidas alcohólicas de California (California Department of Alcoholic Beverage Control) y la policía.
Continuó actuando y revolucionando desde el Black Cat hasta que, tras 15 años de presión policial continuada, el bar perdió su licencia para vender alcohol en 1963. El Black Cat se mantuvo abierto como cafetería durante unos meses más, hasta que cerró definitivamente en febrero de 1964.

## José I, viuda de Norton

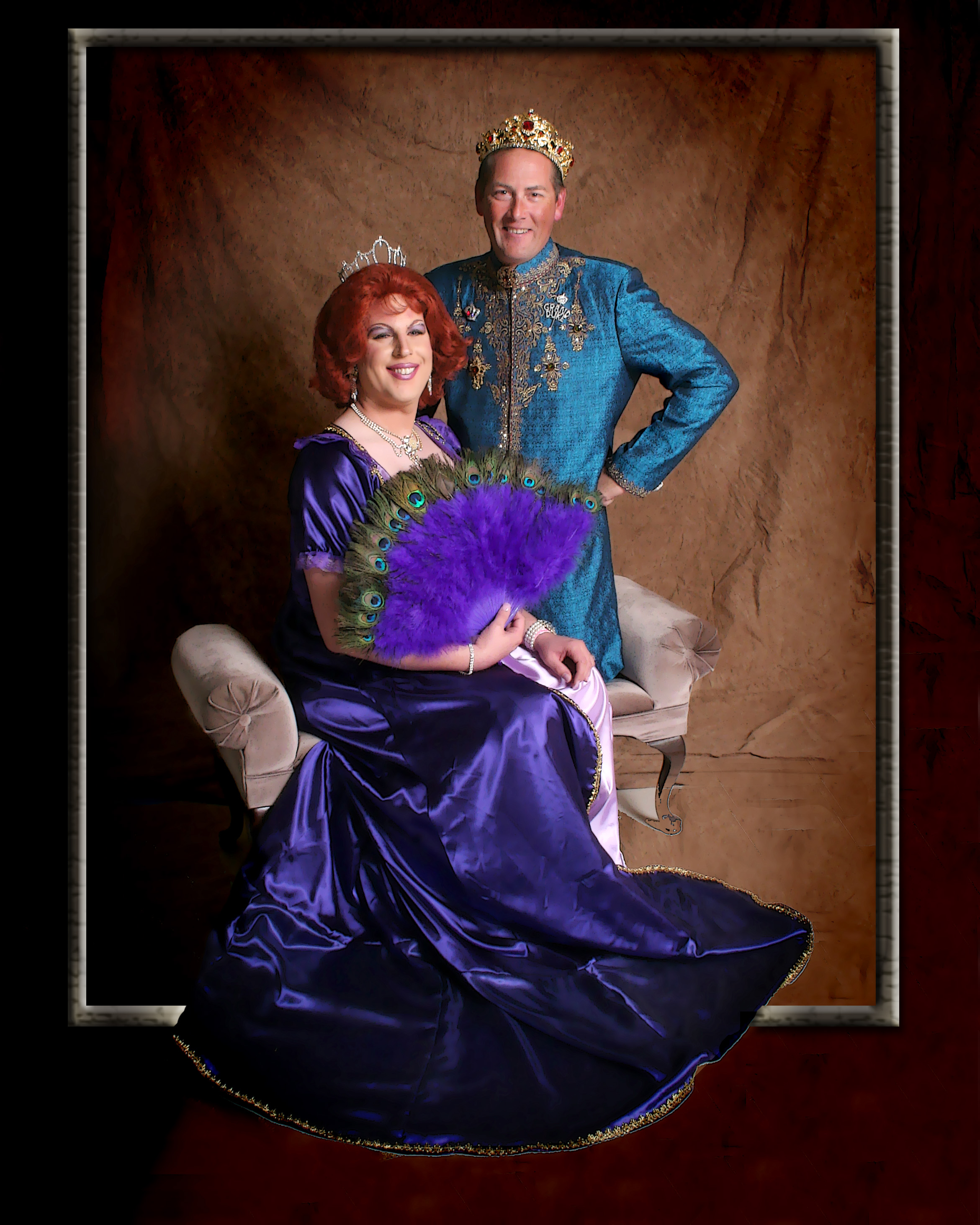
Gran Duquesa y Duque XVIII Vivian Lee St. Michael y Ken St. Michael del Real Gran Ducal de los Condados de Alameda y Contra Costa (California), del Sistema de la Corte Imperial.

Con el cierre del Black Cat, Sarria fundó la Society for Individual Rights (SIR) en 1963. SIR nació de la disputa entre Sarria y Strait sobre la dirección a seguir con LCE. Strait y sus seguidores querían centrarse más en la publicación de su revista, mientras Sarria y sus seguidores querían mantener su trabajo a nivel de la calle. SIR patrocinaba acciones sociales y políticas, incluyendo una liga de bolos, un club de bridge, campañas de registro de votantes y «noches de candidatos» y publicaba su propia revista, Vector. En asociación con la Tavern Guild, SIR publicaba y distribuía «Abogados de bolsillo». Estas guías de bolsillo ofrecían consejos sobre qué hacer si se es arrestado o acosado por la policía. SIR mantuvo su actividad 17 años.
Coronado Reina del Baile de las Bellas Artes (Beaux Arts Ball) en 1964 por la Tavern Guild, Sarria, comentando que «ya era una reina», se proclamó «Su Majestad Real, Emperatriz de San Francisco, José I, viuda de Norton». Inventó el nombre «viuda de Norton» como referencia al muy conocido sanfranciscano del siglo XIX, Joshua A. Norton, que se había declarado Emperador de los Estados Unidos y Protector de México en 1859. Sarria organizaba elaborados peregrinajes anuales para poner flores en la tumba de Norton en el cementerio de Woodlawn, en Colma (California). Más tarde compraría un terreno adyacente al de Norton, donde ha sido enterrado.
La adopción del título de Emperatriz por Sarria llevó a la creación del Sistema de la Corte Imperial (Imperial Court System), una red de ONG en Estados Unidos, Canadá y México, que recoge dinero para varias organizaciones de beneficencia. Sarria es reverenciado dentro de la organización jerárquica del Sistema de la Corte Imperial y se le suele llamar cariñosamente «Mama» o «Mama José» entre los miembros. Los premios «José Honors Awards» se entregan a los dignatarios de la Corte Imperial y otros en un banquete que se celebra cada dos años en su honor.

## Restaurador
En 1964 se hizo socio del restaurador Pierre Parker, dueño de los restaurantes llamados «Lucky Pierre» en Carmel (California) y la ciudad de Nueva York. Se habían conocido cuando Parker entró por casualidad en el Black Cat una noche y se hicieron amigos. Además de sus restaurantes, Parker tenía una concesión para vender comida francesa para diferentes Exposiciones Universales. Invitó a Sarria para que se uniera a él en la Feria Mundial de Nueva York de 1964.
Mientras estaba trabajando en la feria, se enteró de que su pareja, Jimmy Moore, había muerto. Moore, que se emborrachaba con frecuencia, había sido detenido varias veces por embriaguez pública. Un juez finalmente dijo a Moore que la próxima vez que fuera detenido se le condenaría a la pena máxima. Moore fue detenido de nuevo y, asustado de un condena de prisión larga, se colgó en la cárcel. A pesar de estar desolado, no pudo ir a casa durante la exposición. Al final de la temporada, volvió a casa, donde el padre de Moore y él compartieron la pena. «Y así, eso acabó con mi gran romance. El gran amor de mi vida. Duró nueve años.»
Sarria y Parker trabajaron juntos durante ambas temporadas de la feria de Nueva York, Expo 67 en Montreal, HemisFair '68 en San Antonio (Texas), Expo '74 en Spokane (Washington), tras la que se retiró. Parker y Sarria se trasladaron a Phoenix (Arizona), donde Sarria vivió hasta volver a San Francisco en 1977. Permaneció políticamente activo, apoyando las candidaturas de Harvey Milk para el ayuntamiento de San Francisco. En 1977, Milk ganó su puesto en el gobierno municipal, puesto que Sarria había intentado conseguir en 1961.

## Últimos años

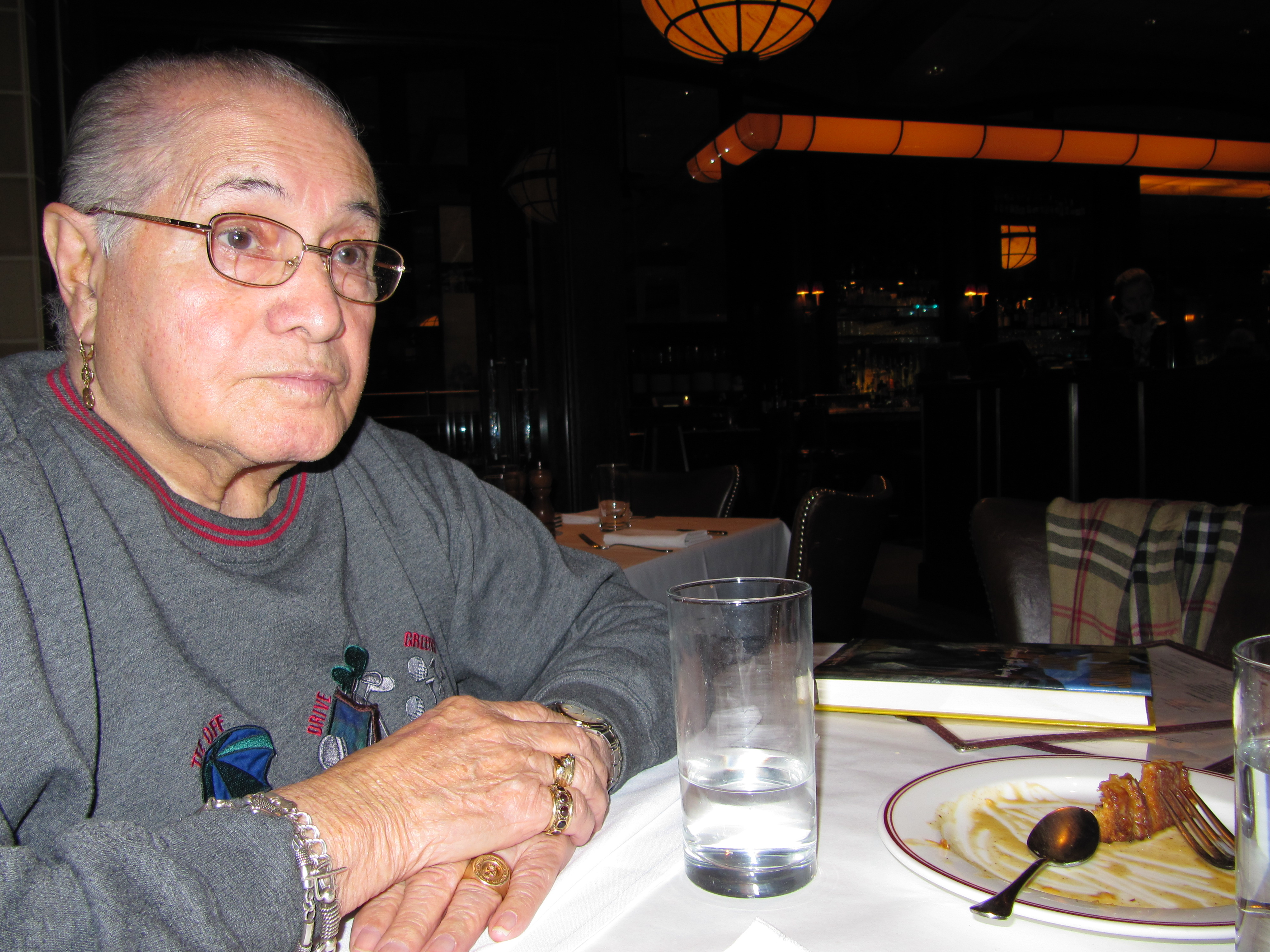
Sarria cenando en Kenmore Square, en 2010, durante una visita a Boston.

Sarria y otros miembros de la Corte Imperial aparecieron, junto con otras drag queens famosas, en la película To Wong Foo, Thanks for Everything! Julie Newmar (1995). Hacían el papel de jueces del concurso de drag queen del año en la escena que da comienzo a la película.

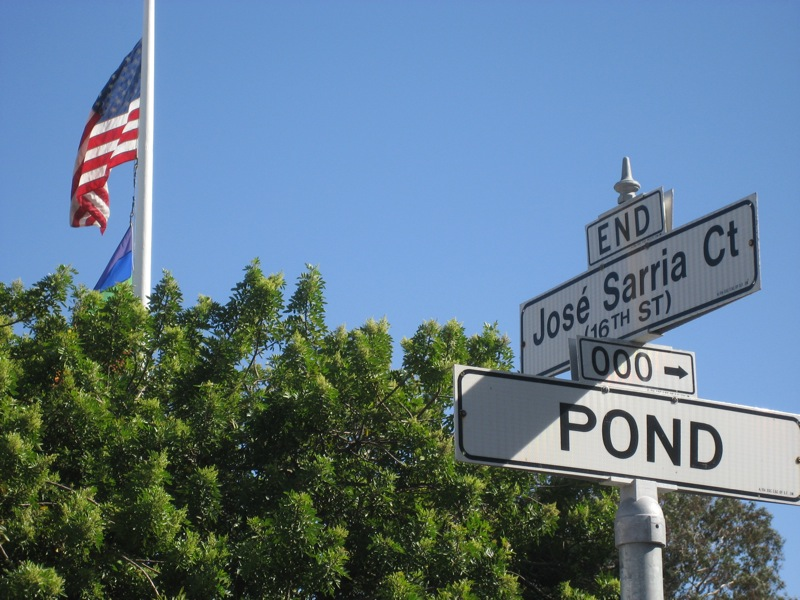
El cartel de la calle José Sarria Court en San Francisco, renombrada en 2006 para honrar las contribuciones políticas y sociales de Sarria.

En 2005, Sarria se vio envuelto en una controversia legal sobre su papel en el jurado del juicio de Clifford Bolden, juzgado por asesinato en 1991. Bolden había sido condenado a muerte en 1991 por el asesinato en 1986 de Henry Michael Pederson, al que Bolden había supuestamente conocido en un bar del barrio de Castro, en San Francisco. Los abogados de Bolden afirmaban que Sarria, que no había estado en el jurado que condenó a Bolden, sino que participaba como sustituto en la fase penal, conocía al amante de Bolden, a Pederson y a uno del jurado. Alegaron que había ocultado ese conocimiento para permanecer en el jurado y hacer presión para conseguir una condena a muerte. Sarria reconoció haber hablado ocasionalmente con el otro miembro de jurado, pero negó las otras alegaciones. Sarria fue declarado inocente de cualquier delito en febrero de 2008.
Fue premiado en 2005 con el premio «Lifetime Achievement Grand Marshal Award» del comité de celebración del Orgullo de San Francisco. El 25 de mayo de 2006, la ciudad de San Francisco homenajeó a Sarria por su trabajo como activista renombrando una sección de la calle 16 en Castro como «José Sarria Court». Una placa explicando los logros de Sarria ha sido encastrada en la acera, en frente de la filial Harvey Milk de la biblioteca pública de San Francisco, que está situada en la calle José Sarria Court n° 1. En 2009, la Asamblea Estatal de California lo homenajeó durante la celebración oficial del Mes del Orgullo LGBT el 21 de junio.
Renunció a su puesto en el Sistema de Corte Imperial en 17 de febrero de 2007, abdicando su trono a favor de su primer «heredero natural», Nicole Murray-Ramirez, que tomó el título Nicole la Grande, Reina Madre de las Américas.
Abandonó San Francisco en 1996, asentándose en Palm Springs (California) durante más de una década, antes de desplazarse a Los Ranchos de Albuquerque (Nuevo México), un suburbio de Albuquerque. Durante la entrega del Lifetime Achievement Award en marzo de 2012, el Orgullo de Albuquerque afirmó que Sarria estaba viviendo en Los Ranchos en una «linda casita y se divierte criando pollos.» La «casita» era una casa de invitados adyacente a la casa de Tony Ross y su marido PJ Sedillo (también conocido como Fontana DeVine, Viuda Imperial Emperadora VI de la Corte Unida de las Sandías); Ross y Sedillo cuidaron de Sarria los últimos tres años de su vida.

## Fallecimiento
Murió de cáncer en la glándula suprarrenal a los 89 o 90 años, el 19 de agosto de 2013, en su casa de Los Ranchos de Albuquerque. Obituarios y tributos se publicaron en todos los Estados Unidos, incluyendo The Advocate, KALW Public Radio (San Francisco), The New York Times y el San Francisco Chronicle. Fuera de los EE. UU., se informó de su muerte, entre otros, en Gay Star News, un periódico en línea basado en Londres; Replika, una revista LGBT mensual de Varsovia (Polonia); Roze Golf, un programa LGTB de radio regional y una revista basada en Enschede (Países Bajos); la página web de RTVE, la televisión pública española; y el Svenska Dagbladet, un periódico diario de Estocolmo (Suecia).
El funeral fue el 6 de septiembre de 2013 en la catedral de Gracia en San Francisco, presidido por el reverendo Marc Handley Andrus, obispo de la diócesis episcopaliana de California; unas 1000 personas participaron en el sepelio realizado con un tema imperial/drag queen. Varios políticos electos participaron, incluyendo el senador estatal por California Mark Leno, el antiguo alcalde de San Francisco Art Agnos, el tesorero de San Francisco José Cisneros y miembros del San Francisco Board of Supervisors. Los líderes del Sistema de la Corte Imperial y las Hermanas de la Perpetua Indulgencia asistieron en ropa de gala, con vestidos de luto formales, tal como Sarria había indicado antes de su muerte. Otras personalidades que atendieron el funeral incluyen a Stuart Milk, sobrino de Harvey Milk y director de la Fundación Harvey Milk.
Inmediatamente tras el funeral, un cortejo de unas 500 personas acompañaron el cuerpo de Sarria al Woodlawn Memorial Park en Colma, donde fue enterrado con honores militares en una parcela que había comprado anteriormente al pie de la tumba de Joshua Norton.

## Legado y archivo
Sarria había documentado sus actividades públicas y privadas a lo largo de su vida, acumulando una extensa colección de materiales de archivo y objetos. La mayoría de sus papeles y objetos, junto con una muestra de sus vestidos, fueron donados a la GLBT Historical Society, un archivo y centro de investigación en San Francisco. Una primera donación se realizó en 1996, seguida de otra más sustancial en 2012.
Además, donó una pequeña colección de vestidos, accesorios y documentos al Oakland Museum of California — incluyendo una capa y una peluca que llevaba en sus interpretaciones de la versión cómica de Aida en The Black Cat. Sarria continuó en posesión de una pequeña colección de arte, objetos y documentos; afirmó que esperaba donar finalmente estos materiales a la GLBT Historical Society.
Un artículo publicado en The Atlantic en 2011 afirmaba que Sarria también había donado objetos al Smithsonian Institution. Esta afirmación parece ser falsa, ya que Sarria mismo afirmó en 2012 que había rechazado la petición del Smithsonian.